# Ruud Jolie
Ruud Jolie, właśc. Rudolf Adrianus Jolie (ur. 19 kwietnia 1976 w Tilburgu) – holenderski muzyk, gitarzysta grupy metalowej Within Temptation. Od 2006 roku Ruud stał się oficjalną twarzą reklamową polskiej firmy Mayones Guitars & Basses, producenta gitar elektrycznych i basowych.

## Dyskografia
- Within Temptation – The Silent Force (2004, BMG, Supersonic)[4]
- Yellow Pearl – The Rebel In You (2006, Flow Records, gościnnie gitara)[5]
- Within Temptation – The Heart of Everything (2007, Roadrunner Records)[6]
- Anneke van Giersbergen & Agua De Annique – Live In Europe (2010, Agua Recordings)[7]
- Kingfisher Sky – Skin of the Earth (2010, Suburban Records, gościnnie mandolina)[8]
- Within Temptation – The Unforgiving (2011, Roadrunner Records)[9]
- Anneke van Giersbergen – Everything Is Changing (2012, Agua Recordings)[10]
- Within Temptation – Hydra (2014, Roadrunner Records)[11]